# Albert Pražák
Albert Pražák (11. června 1880 Chroustovice – 19. září 1956 Praha) byl český literární historik.

## Životopis
Vystudoval slovanskou a germánskou filologii na Česká universitě Karlo-Ferdinandově. Do roku 1914 působil jako středoškolský profesor v Praze na gymnáziu Karla Sladkovského. Po vypuknutí 1. světové války byl odveden a prošel srbskou a ruskou frontu. Od roku 1921 působil jako profesor na Univerzitě Komenského v Bratislavě, a od roku 1933 v Praze. Věnoval se staročeské, slovenské a buditelské literatuře. Roku 1924 se stal členem české akademie věd a Královské společnosti nauk. Roku 1926 se podílel na založení Učené společnosti Šafaříkovy v Bratislavě, v této společnosti působil jako generální sekretář.

### Působení v České národní radě
V únoru 1945 se coby uznávaná osobnost stal předsedou České národní rady, vrcholné organizace československého odboje. Kvůli Pražákově politické naivitě a nezkušenosti měl ale hlavní slovo v ČNR její místopředseda, komunista Josef Smrkovský. 8. května 1945, v době vrcholícího Pražského povstání, spolu s dalšími členy ČNR a německým generálem Toussaintem podepsal Protokol o provedení formy kapitulace německých branných sil. Němci měli dle dohody přestat bojovat a propustit všechny zajatce a internované osoby. Za to jim měl být umožněn volný odchod z Prahy směrem k Američanům. Tím prakticky ustaly boje v Praze.

### Po válce
Po osvobození Československa se celá ČNR i její členové stali terčem kritiky ze strany Sovětského svazu. Sovětům vadilo, že ČNR podepsala s Němci separátní kapitulaci a umožnila jim odejít do amerického zajetí. Dále sovětům vadilo jednání ČNR s Ruskou osvobozeneckou armádou (vlasovci) o jejím zapojení do bojů v Praze na straně povstalců. Sověti považovali vlasovce za zrádce. Už 11. května sdělily sovětské orgány předsedovi vlády Fierlingerovi, že nemají k ČNR důvěru, a požadovali potrestání jejich členů včetně Pražáka. 31. května tyto požadavky ústy sovětského velvyslance Valeriana Zorina zopakovali a ještě vystupňovali.
Po ukončení činnosti ČNR se Pražák navrátil k pedagogické činnosti na Univerzitě Karlově.
Po únoru 1948 bylo Pražákovi zakázáno přednášet na univerzitě a komunisté mu dělali potíže i při jeho vědecké práci. Do důchodu odešel v roce 1951. V padesátých letech byl v nemilosti a byl znovu oceněn až po smrti, v roce 1966.

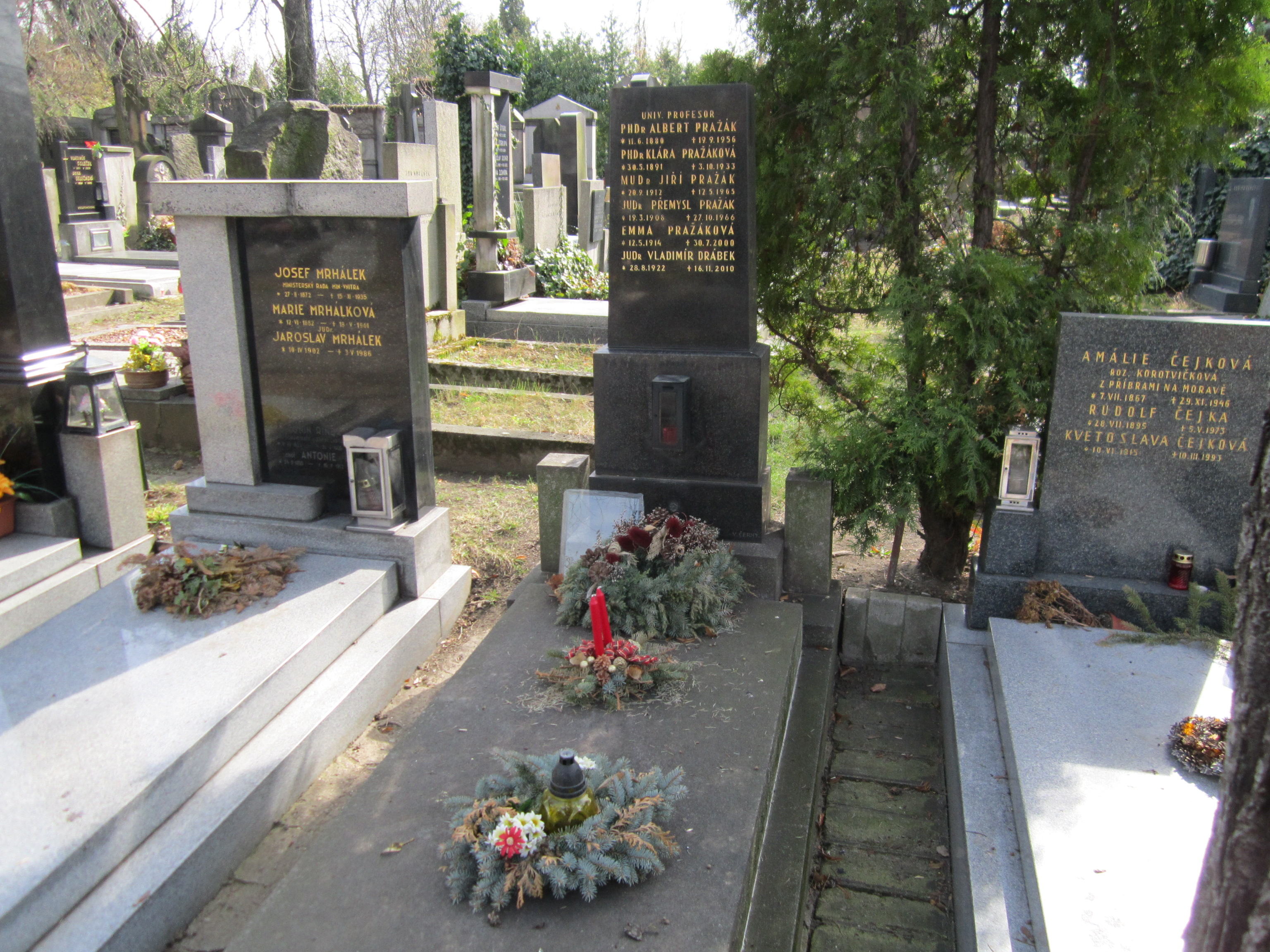
Hrob Alberta Pražáka na Vinohradském hřbitově v Praze

### Rodinný život
Albert Pražák byl dvakrát ženatý. S první manželkou Marií, rozenou Pexovou (1882–1932) měl syna Přemysla a Jiřího. Jeho druhou manželkou byla od roku 1919 filoložka dr. Klára Pražáková, rozená Fuxová. Třetím dítětem byla Hana Drábková.

## Galerie

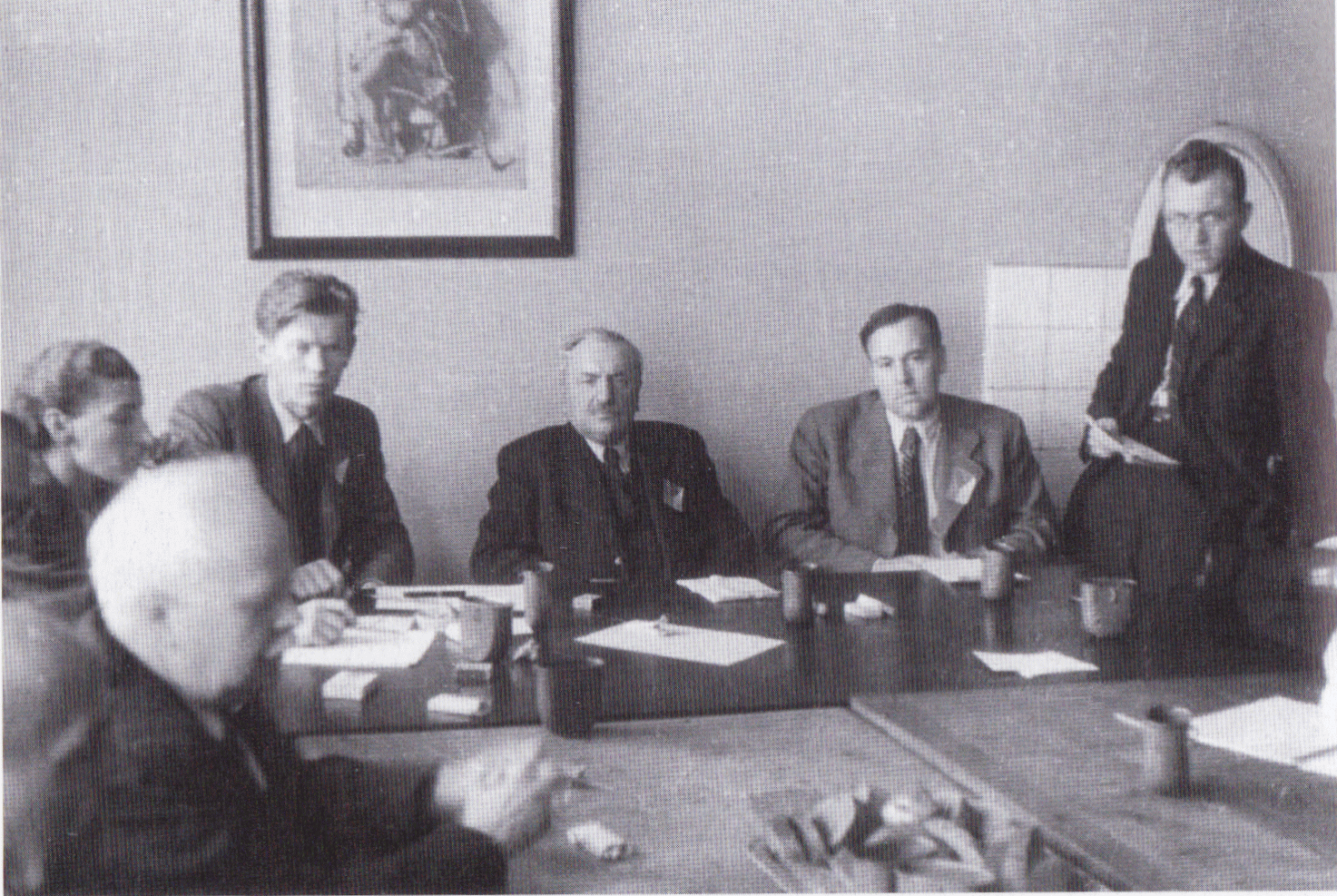
ČNR na jednání během Pražského květnového povstání 1945. Zleva doprava (bez titulů a hodností): Augusta Machoňová-Müllerová, Zdeněk Wirth, Josef Smrkovský, Albert Pražák, Josef Cyril Kotrlý, Jaromír Nechanský.
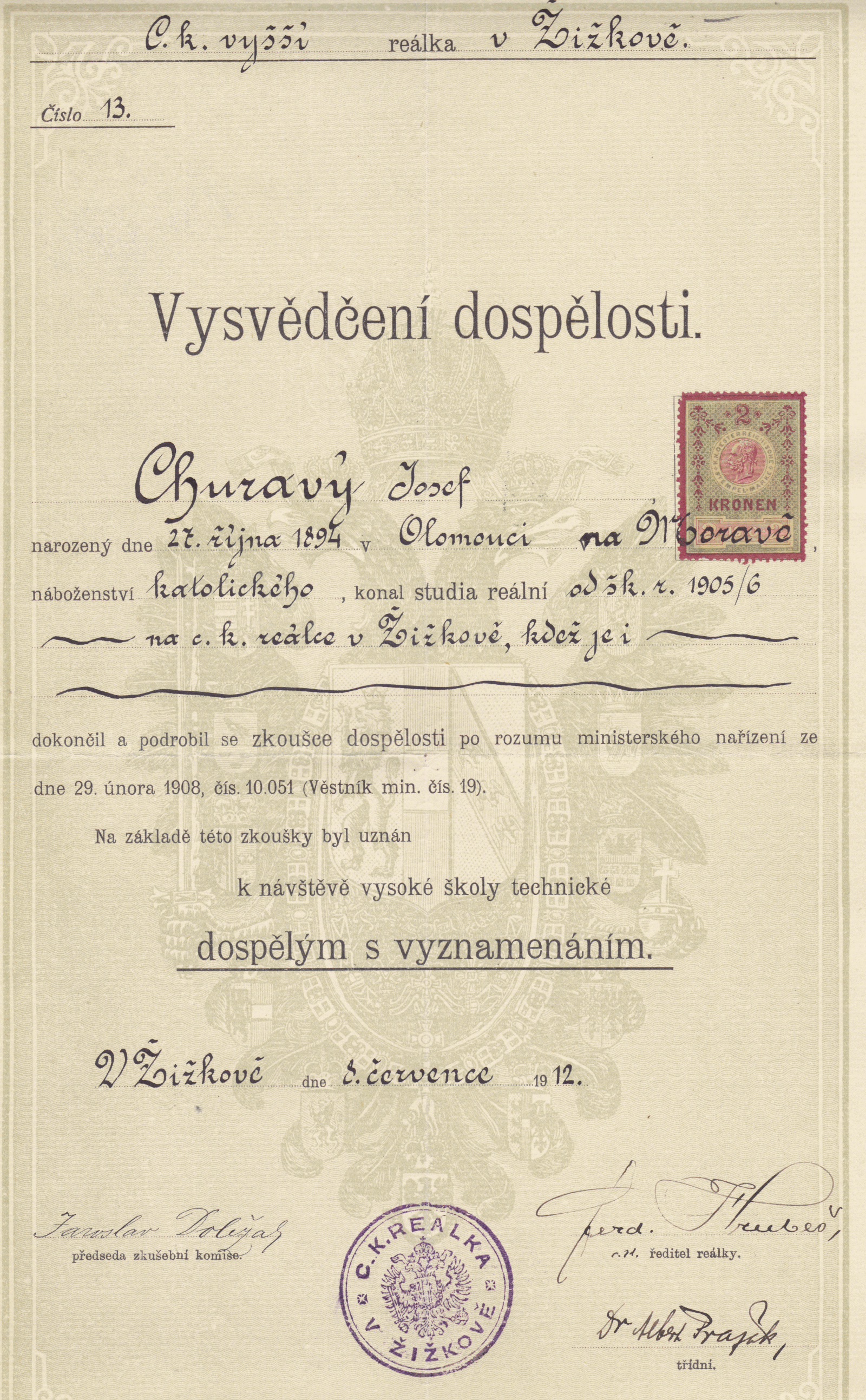
Vysvědčení dospělosti Josefa Churavého; jako třídní profesor podepsán Dr. Albert Pražák (1912)
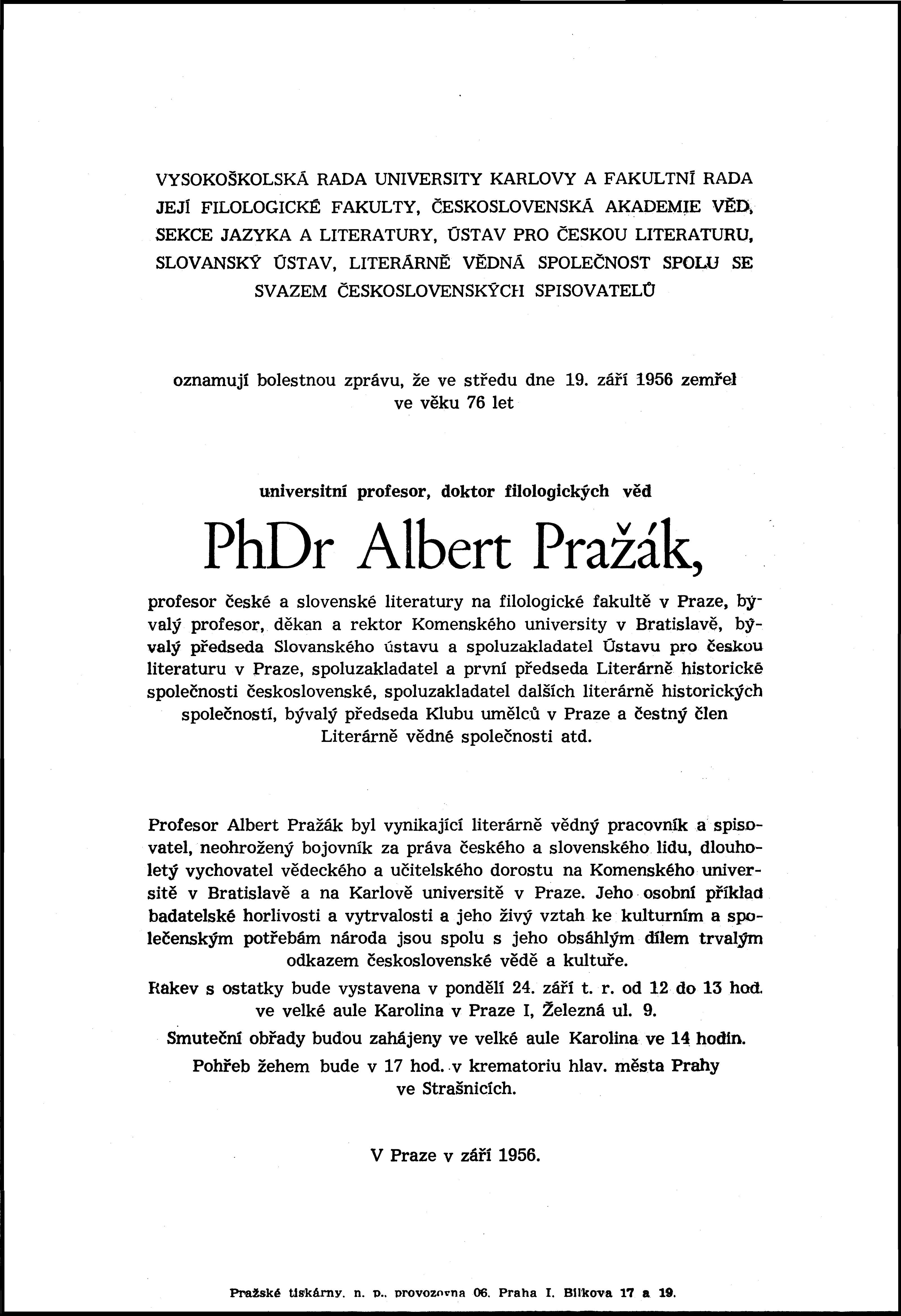
Oznámení o úmrtí Alberta Pražáka
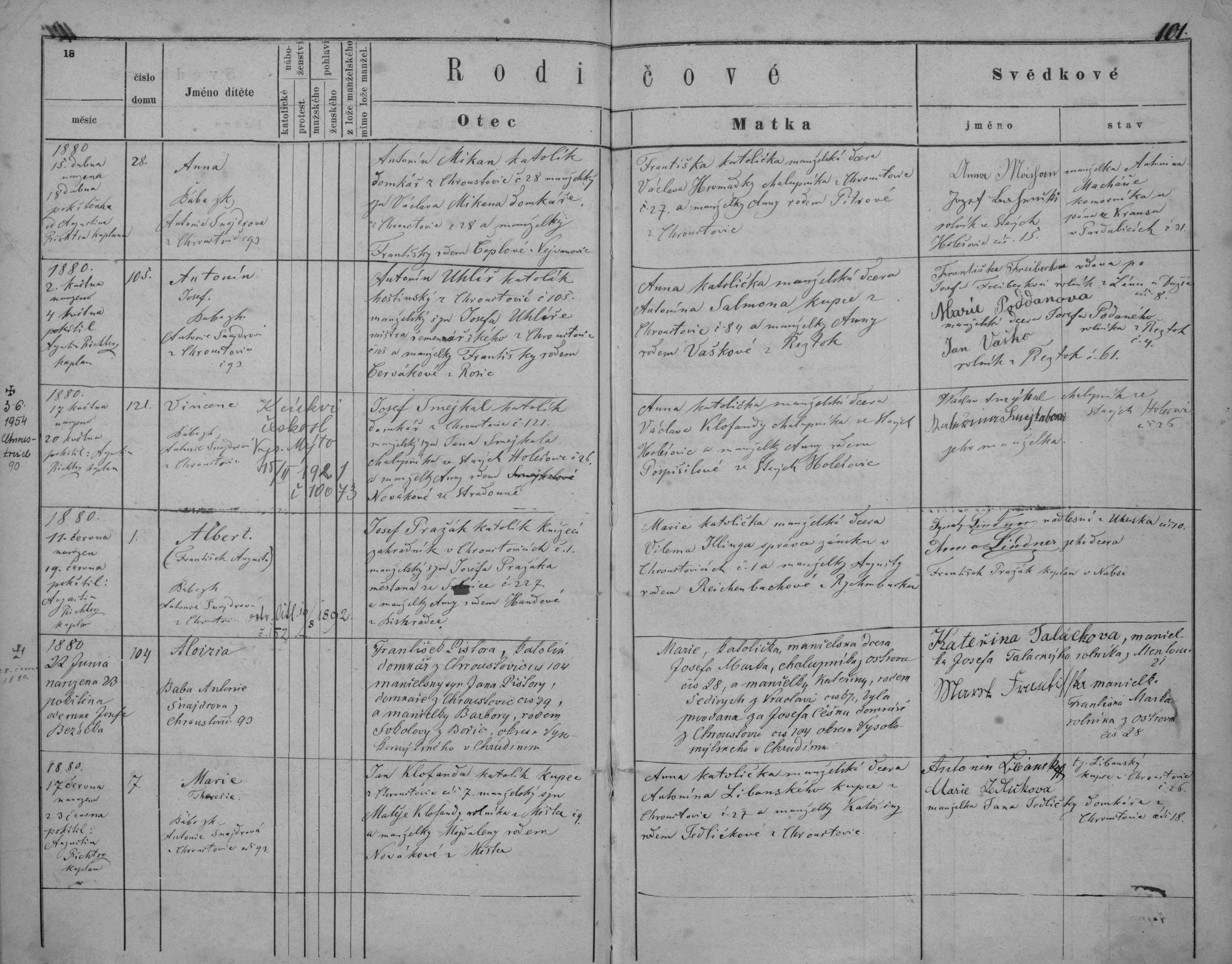
Matriční zápis o narození a křtu Alberta Pražáka (matrika N index N 1865–1905 Chroustovice (SOA Zámrsk))

## Dílo
- Rukověť dějin české literatury (1912) – středoškolská učebnice
- Obrozenecké tradice (1928)
- Duch naší obrozenecké literatury (1938)
- Dějiny spisovné slovenštiny po dobu Štúrovu
- O národ
- České obrození
- Obrozenecká Bratislava
- Literární Slovensko let padesátých až sedmdesátých
- Vlast a národ v českém písemnictví
- Míza stromu
- Národ se bránil (1945)
- Vrchlickému nablízku (1945) – vzpomínková kniha
- Staročeská báseň o Alexandru Velikém (1945)
- T.G. Masaryk – k jeho názorům na umění hlavně slovesné, Praha 1947
- Politika a revoluce - Paměti, Academia 2014, ISBN 80-200-1199-4

### Monografie
- Karel Hynek Mácha, Státní nakladatelství v Praze 1936
- Jan Neruda
- Jaroslav Vrchlický